# Свобода или смерть (альбом)
Свобода или смерть — сборник песен группы Монгол Шуудан. Выпущен в 2002 году. В этот альбом вошли лучшие песни коллектива, антология написанного за пятнадцатилетний период его существования (От «Паровоз-анархия» (1989) — до «Скатертью дорога» (2001)). Он максимально раскрывает потенциал легендарной московской группы.

## Список композиций
Слова и музыка всех песен — Валерий Скородед.
| №   | Название                                          | Длительность |
| --- | ------------------------------------------------- | ------------ |
| 1.  | «Юбочка» ((версия 2002,изменена музыка и лирика)) | 3:47         |
| 2.  | «Лесник (Причуды)»                                | 4:26         |
| 3.  | «Матросик»                                        | 3:20         |
| 4.  | «По диким степям Забайкалья»                      | 3:27         |
| 5.  | «Руссишь Швайн»                                   | 4:37         |
| 6.  | «Эх, Самара-городок»                              | 4:24         |
| 7.  | «Колыбельная»                                     | 4:26         |
| 8.  | «Любо, братцы, любо» ((версия 2002))              | 4:08         |
| 9.  | «Горькая»                                         | 5:30         |
| 10. | «Песня чёрного анархиста»                         | 4:09         |
| 11. | «Uncle Bens»                                      | 4:24         |
| 12. | «Москва»                                          | 4:16         |
| 13. | «Ехали казаки»                                    | 4:56         |
| 14. | «Дальняя дорога»                                  | 3:56         |
| 15. | «О Гагарине и Мне»                                | 3:05         |
| 16. | «Правая победа»                                   | 4:11         |
| 17. | «Из-за острова на стрежень»                       | 2:54         |
| 18. | «Ба-Бах»                                          | 3:24         |
| 19. | «Москва» (Бонус-трек (акустическая версия))       | 3:26         |

## Интересные факты
Подбор песен на сборник осуществлялся продюсером группы, путём опроса знакомых группы. 